# Jorge Otero Menéndez
Jorge Otero Menéndez (Montevidéu, 25 de outubro de 1944 — 8 de janeiro de 2004) foi um jornalista uruguaio.
Jornalista de profissão,   estudou Filosofía, Direito e Relações Internacionais na Universidad de la República, e formulação da política exterior norte-americana na Tuft University, Estados Unidos. Em 1961 ingressa como cronista no diário El Día de Montevideu, sendo designado diretor em 1981. É o  fundador del suplemento La Semana de El Día.
Em 1972 ministra um curso sobre Historia Nacional y Americana na Universidad del Trabajo del Uruguay.
Em meados de 1973 é escolhido  pelo ex presidente constitucional do Brasil, João Goulart, para a organização de sua biografía (De Lula a Jango- Recuerdos en su exilio uruguayo, Ediciones de la Plaza). Realizou diversos trabalhos sobre a integração regional: La transición política hacia la democracia (Banda Oriental 1985); ¿Ballotage para democracias frágiles? Escenarios posibles y alternativas descartables (Fesur/ Banda Oriental 1986); Ballotage vs. Proporcionalismo (Hans Seidel 1986); El "Doble voto simultáneo" y sus efectos en los partidos políticos uruguayos (FUCADE 1990); Los partidos políticos uruguayos- Reflexiones históricas y diagnóstico (Fesur 1993). Em 1980 publica um trabajo titulado La Iberoamérica que persiste (algunas causas de su inestabilidad política).
Em 1983 leva a cabo uma serie de entrevistas com protagonistas políticos (Robert Kennedy, Leonel Brizola e Felipe González, entre outros) sobre os processos de transição do autoritarismo para a democracia no Brasil, Colombia, Perú, Bolivia, Portugal e Espanha. No mesmo ano participa de um seminário sobre Transições Políticas, realizado pelo Woodrow Wilson International Center for Scholars em Washington DC http://www.wilsoncenter.org Página web de Woodrow Wilson International Center for Scholars]
Ainda em 1983 apresentou um estudo sobre transições políticas no seminario  realizado na  Universidade de Harvard.
Em 1987 realiza  uma análise sistemática sobre partidos políticos e seu rol na democracia. Formula o conceito de Novos autoritarismos' no encontro Autoritarismo y Transiciones organizado pela Academia Cristiana de Recursos Humanos de Santiago do Chile.
Ainda em 1987 é nomeado Huésped Distinguido de la ciudad de Lima. 
Em 1988 organiza e participa do primeiro encontro entre os candidatos presidenciais e ex governadores, Carlos Menem e Leonel Brizola.
Em 1994 assume como diretor do vespertino El Diario de la Noche. Em 2000 empreende o projeto de distribuição gratuita de jornal nos serviços de transporte público, sendo o primeiro diário gratuito no Uruguai. Em 1996 é convidado a ditar uma conferencia sobre o jornalismo contemporâneo na Universidade de Majorca. Em 1997 e 1998 publica trabalhos sobre o Conflito árabe-israelense .
Falece em 8 de janeiro de 2004, aos 59 anos, de insuficiência cardíaca.

## Obras

### Ensaios sobre o Mercosul
- Mercosur: Bajémonos de la montaña rusa 11/03/1999
- Mercosur: La pasión por el vértigo 02/09/1999
- editorial 20/02/1998
- Más lejos del Mercosur 23/02/1998
- Mercosur: ¿Debajo del aro y solamente para los rebotes? 12/03/1998
- Mercosur: ¿Sólo una esperanza? 17/12/1997
- Las relaciones dentro del Mercosur deben ser encarados de modo totalmente diferente 10/05/1996
- El proceso de integración sigue evolucionando muy mal 04/06/1996
- MERCOSUR: La ingenuidad será un pecado capital 03/01/1995

### Obras póstumas
- Uruguay un destino incierto - la Excelencia de la inconveniencia (impresso na Gráfica b, editado em outubro de 2004) www.eumed.net/libros: Uruguay un destino incierto

### Obras inéditas
- En el nombre del Hijo, ensayo.
- Cuando Quinto fue Primero - el pezón estéril, novela política.
- Entrevistas, recopilação de conversas com líderes mundiales.
- Las Aventuras de un Oriental: Fernán López contos históricos.